# 安孝燮
安孝燮（韩语：／ Ahn Hyo Seop */?，1995年4月17日—），韓裔加拿大籍男演員。七歲時隨家人從韓國移民至加拿大，高中時被JYP娛樂的星探相中而回到韓國當了將近三年的練習生，擁有不錯的歌唱及舞蹈實力，後以演員的身份出道。

## 個人經歷

### 早期生活
1995年4月17日，安孝燮出生於首爾，有一個大6歲的哥哥跟一個大4歲的姊姊，他是家中老么。7歲時移民到加拿大安大略省多倫多市。受父母影響，他曾把外交官當成自己的志願。後來希望成為顧問、會計師。
他的父母讓他從小聽很多古典音樂，愛看電影的父親也常和他一起觀看電影，於是他自幼就對電視劇及電影產生興趣，在加拿大時觀看韓劇也是他的生活樂趣之一。受到學習音樂的哥哥影響，他從小就喜歡玩音樂。小學六年級時，他最好的朋友開始學習大提琴，他不想輸給朋友，遂也開始學習小提琴，並在那以後的初中、高中期間，一直在學校的管樂隊中擔任小提琴手。此外，學生時代的他也喜歡踢足球，中學時期曾是足球校隊的一員。

### 出道後至今
安孝燮在加拿大上高中時，JYP娛樂的相關人士來到學校進行街頭選角。他因朋友的推薦而參加試鏡，并收到了合格通知。
在加拿大完成了高一課程後又再次進入了韓國清潭高中一年級，所以在韓國有自己的朋友。他在JYP娛樂公司當了將近三年的練習生。后来，他覺得這不是自己想走的路，所以就離開了公司。之後，他遇到Starhaus娛樂的室長并与其簽訂了經紀合約。
2022年5月2日，安孝燮與Starhaus娛樂合約期滿，宣佈與出道前共事至今的團隊及經紀人金敏智一同創立娛樂公司The Present Company。

## 演藝事業

### 2015年
- 2015年，安孝燮在《tvN》音樂綜藝節目《夢想巴赫，永遠在坎塔列2》（《一起交响乐（朝鲜语：언제나 칸타레）》），以小提琴演奏家的身份被大眾所熟知。
- 同年通過MBC特輯電視劇《撲通撲通LOVE》以演員身份出道。據導演金智賢介紹，他首先認識了在《夢想着巴赫，總是在坎塔列2》中拉小提琴的安孝燮，並與他取得聯繫，最終選中他，而讓他出演他的處男作。為了劇中騎馬的場面，安孝燮每天練習一個半小時的騎馬，之後又進行了3個小時的武術練習，整個過程用了3個月的時間。
- 2015年10月1日，Starhaus娛樂推出企劃男團《101 (One O One)》，並推出單曲《Love You (러브 유)》，組合由郭時暘、權度均、宋元錫等人組成。11月15日，在香港apm出席聖誕亮燈典禮以及簽唱會活動。11月18日，發表單曲《Stunning》。

### 2016年
- 2016年在MBC電視劇《再一次 Happy Ending》中飾演年下男安正宇。
- 同年在《家和萬事成》中飾演大個子弟弟崔哲洙。这也是他首次出演周末電視劇。
- 之後，安孝燮在SBS電視劇《戲子》中飾演偶像團體成員Jinu，并在MBC特輯電視劇《戒指女王》中出演朴世建一角。
- 2016年2月27日，舉行出道後的首次單獨粉絲見面會《開始》，他們在見面會上分享出演作品的幕後花絮故事，還準備了與粉絲互动的活動。

### 2017年
- 2017年在KBS2電視劇《爸爸好奇怪》中飾演了足球教練朴哲洙的角色。
- 2017年在韓國MBC《三色幻想》連續劇之其中一部《戒指女王》飾演男主角朴世建。

### 2018年
- 2018年在SBS電視劇《雖然30但仍17》中飾演了清爽帥氣的高中生柳燦，并在同年的SBS演技大賞上獲得了新人獎。
- 2018年於YouTube原創電視劇《TOP Management》中飾演來自蒙古的創作歌手玄秀勇。

### 2019年
- 2019年出演tvN電視劇《Abyss》。劇中，安孝燮飾演了從醜男財閥2代復活為臉蛋天才的車敏。

### 2020年
- 2020年，安孝燮在時隔2年以第二季回歸的SBS電視劇《浪漫醫生金師傅2》飾演GS（一般外科）的徐宇鎮，成長的演技令他獲得好評。
- 后来，他憑藉這部作品獲得了同年6月舉行的第56屆百想藝術大賞電視部門男子新人演技獎以及2020年SBS演技大賞題材及動作迷你劇部門 男子優秀演技獎。

### 2021年
- 2021年在SBS電視劇《紅天機》飾演書文觀的主簿和月星堂的神秘人物河藍一角。本劇首播便獲得高收視率。值得一提的是，此剧女主是安孝燮2年前差點在《先熱情地打掃吧》合作的金裕貞[5]。

### 2022年
- 2021年7月，安孝燮確定與金世正、金旻奎、薛仁雅合作出演SBS電視劇《社內相親》[6]，剧集於2022年2月28日播出，也是連續第三部在SBS月火連續劇是播出的作品。安孝燮飾演擔任社長的財閥三代姜泰武，获得不错的反响及熱度，也在收視率及Netflix點擊率拿下不錯的成績，使得知名度大幅增加[7]。同年底，他透過這部作品獲得2022年SBS演技大賞迷你劇浪漫喜劇部門男子最優秀演技獎。
- 2022年3月31日，安孝燮確定與全汝彬、姜勳合作出演，翻拍自2019年臺劇《想見你》的Netflix韓國時空穿越浪漫劇《走進你的時間》，飾演原版李子維／王詮勝的南時憲／具延准兩角，劇集於2022年3月正式開拍，於2023年9月8日正式上線[8][9]。
- 2022年5月2日安孝燮確定回歸出演《浪漫醫生金師傅3》，2023年4月28日於SBS播出。

## 演出作品

### 電視劇
| 年份 | 電視台  | 劇名                | 角色           | 性質 | 備註   |
| 2015 | MBC     | 撲通撲通LOVE        | 朴禹棋         | 主角 |        |
| 2016 | MBC     | 再一次 Happy Ending | 安正宇         | 配角 | 客串   |
| 2016 | MBC     | 家和萬事成          | 崔哲秀／姜俊英 | 配角 |        |
| 2016 | SBS     | 戲子                | 李振宇         | 配角 |        |
| 2017 | KBS     | 爸爸好奇怪          | 朴哲秀         | 配角 |        |
| 2017 | MBC     | 三色幻想－戒指女王  | 朴世建         | 主角 |        |
| 2018 | SBS     | 雖然30但仍17        | 柳燦           | 男二 |        |
| 2018 | YouTube | Top Management      | 玄秀勇         | 主角 | 網路劇 |
| 2019 | tvN     | Abyss               | 車敏           | 主角 |        |
| 2020 | SBS     | 浪漫醫生金師傅2     | 徐宇鎮         | 主角 |        |
| 2021 | SBS     | 紅天機              | 河覽           | 主角 |        |
| 2022 | SBS     | 社內相親            | 姜泰武         | 主角 |        |
| 2023 | SBS     | 浪漫醫生金師傅3     | 徐宇鎮         | 主角 |        |
| 2023 | Netflix | 走進你的時間        | 具延准／南時憲 | 主角 |        |
| 2026 | SBS     | 今天也售罄了        | 馬修·李        | 主角 |        |

### 電影
| 年份 | 劇名           | 角色   | 性質     | 備註   |
| 2025 | 全知讀者視角   | 金獨子 | 主角之一 | [ 10 ] |
| 2025 | K-pop 獵魔女團 | 振宇   | 動畫配音 | [ 11 ] |

## 音樂作品

### 單曲
| 年份 | 曲名                                       | 演唱者          | 備註                        |
| 2015 | 《Stunning (마비가 됐어)》                 | 101 (One O One) |                             |
| 2015 | 《Love You》                               | 101 (One O One) |                             |
| 2016 | 《You are my light》                       | 101 (One O One) |                             |
| 2018 | 《Get Myself With You(네 꿈이 좋아)》      | S.O.U.L         | Top Management OST Part.1   |
| 2018 | 《Spring(니가 보여))》                     | 安孝燮、池赫拉  | Top Management OST Part.5   |
| 2023 | 《謝謝你成為回憶(고마워 추억이 되어줘서)》 | Doldams         | 浪漫醫生金師傅3 OST Part.10 |

## 綜藝節目

### 綜藝出演
| 年份 | 日期            | 播放頻道 | 節目名稱               | 備註                     |
| 2015 | 6月20日－8月1日 | tvN      | 《Always Cantare 2》   | 常駐，演奏小提琴         |
| 2016 | 2月23日、26日   | JTBC     | 《拜託了魔女》         | 與One O One              |
| 2016 | 9月14日         | MBig TV  | 《花美男Bromance》     | 中秋特輯，與GOT7 Jackson |
| 2017 | 5月18日         | KBS      | 《Happy Together 3》   | EP499                    |
| 2018 | 11月4日         | SBS      | 《Running Man》        | EP424                    |
| 2019 | 5月4日          | tvN      | 《驚人的星期六》       | EP57，與朴寶英           |
| 2020 | 1月8日          | SBS      | 《一個完整的娛樂之夜》 | 與浪漫醫生金師傅2        |
| 2020 | 3月4日          | SBS      | 《一個完整的娛樂之夜》 | 與浪漫醫生金師傅2        |
| 2021 | 9月5日          | SBS      | 《我家的熊孩子》       | EP257                    |
| 2021 | 9月18日         | MBC      | 《全知干預視角》       | EP170，特別出演          |

### 廣播出演
| 年份 | 日期             | 電台         | 節目名稱               | 備註             |
| 2016 | 2月15日－2月17日 | MBC FM4U     | 《朴志胤的FM Date》    | 五分鐘短劇       |
| 2018 | 7月23日          | SBS Power Fm | 《崔華晶的Power Time》 | 與申惠善、梁世宗 |
| 2019 | 12月23日         | NAVER NOW.   | 《#OUTNOW》            | 24:00            |
| 2019 | 12月30日         | NAVER NOW.   | 《#OUTNOW》            | 24:00            |
| 2020 | 1月6日           | NAVER NOW.   | 《#OUTNOW》            | 20:00            |
| 2020 | 1月6日           | SBS Power Fm | 《崔華晶的Power Time》 | 與李聖經         |
| 2022 | 2月25日          | SBS Power Fm | 《崔華晶的Power Time》 | 與金世正         |
| 2023 | 4月26日          | SBS Power Fm | 《崔華晶的Power Time》 | 與李聖經         |

### 典禮主持
| 年份 | 日期     | 活動名稱     | 合作藝人            |
| 2019 | 11月26日 | 亞洲明星盛典 | 利特、林智妍、Nancy |
| 2022 | 12月31日 | SBS演技大獎  | 申東燁、金世正      |

## 獎項
| 年份 | 頒獎典禮               | 獎項                                  | 作品                          | 結果 |
| 2016 | MBC演技大獎            | 男子新人獎                            | 家和萬事成                    | 提名 |
| 2017 | 第2屆 亞洲明星盛典     | 新人獎（演員）                        | 爸爸好奇怪                    | 提名 |
| 2018 | SBS演技大獎            | 男子新人演技獎                        | 雖然30但仍17                  | 獲獎 |
| 2018 | SBS演技大獎            | 年度角色獎                            | 雖然30但仍17                  | 提名 |
| 2019 | 第12屆韓國電視劇節     | 男子新人賞                            | Abyss                         | 提名 |
| 2019 | 第4屆亞洲明星盛典      | Best Choice獎                         | 不適用                        | 獲獎 |
| 2020 | 第56屆百想藝術大獎     | 電視部門 男子新人演技獎               | 浪漫醫生金師傅2               | 獲獎 |
| 2020 | 第56屆百想藝術大獎     | 男子人氣獎                            | 浪漫醫生金師傅2               | 提名 |
| 2020 | 第5屆 亞洲明星盛典     | Best Actor獎                          | 浪漫醫生金師傅2               | 獲獎 |
| 2020 | SBS演技大獎            | 題材及動作迷你劇部門 男子優秀演技獎   | 浪漫醫生金師傅2               | 獲獎 |
| 2020 | SBS演技大獎            | 最佳情侶獎（與李聖經）                | 浪漫醫生金師傅2               | 提名 |
| 2021 | 第7屆 APAN Star Awards | 男子新人賞                            | 浪漫醫生金師傅2               | 提名 |
| 2021 | SBS演技大獎            | 最佳情侶獎（與金裕貞）                | 紅天機                        | 獲獎 |
| 2021 | SBS演技大獎            | 迷你劇類型及奇幻部門 男子優秀演技獎   | 紅天機                        | 獲獎 |
| 2022 | 第8屆 APAN Star Awards | 迷你劇 － 男子優秀演技獎              | 紅天機、社內相親              | 提名 |
| 2022 | 第8屆 APAN Star Awards | 最佳情侶獎（與金世正）                | 社內相親                      | 提名 |
| 2022 | SBS演技大獎            | 迷你劇浪漫及喜劇部門 男子最優秀演技獎 | 社內相親                      | 獲獎 |
| 2022 | SBS演技大獎            | 最佳情侶獎（與金世正）                | 社內相親                      | 獲獎 |
| 2023 | 第8屆 亞洲明星盛典     | Hot Trend獎                           | 浪漫醫生金師傅3、走進你的時間 | 獲獎 |
| 2023 | 第8屆 亞洲明星盛典     | Best Actor獎                          | 浪漫醫生金師傅3、走進你的時間 | 獲獎 |
| 2023 | SBS演技大獎            | 迷你劇季度部門 男子最優秀演技獎       | 浪漫醫生金師傅3               | 獲獎 |
| 2023 | SBS演技大獎            | 最佳情侶獎（與李聖經）                | 浪漫醫生金師傅3               | 提名 |

## 外部連結
- The Present Co. Website （页面存档备份，存于）
- Starhaus Website （页面存档备份，存于）
- NAVER
- 安孝燮的Facebook專頁
- 安孝燮的新浪微博（中文）
- 安孝燮的Instagram帳戶
- 安孝燮官方的Instagram帳戶（英文）
- 安孝燮日本官方的X（前Twitter）（日語）
- 安孝燮在互联网电影资料库（IMDb）上的資料（英文）
- 安孝燮在HanCinema的頁面（英文）（英文）